# Pendeluret
Pendeluret (Horologium på latin) är en stjärnbild på södra stjärnhimlen.
Det är en av de 88 moderna stjärnbilderna som erkänns av den Internationella Astronomiska Unionen.

## Historik
Stjärnbilden fanns inte med bland de 48 konstellationerna som listades av den antike astronomen Ptolemaios i hans samlingsverk Almagest. Den definierades på 1700-talet av den franske astronomen Nicolas Louis de Lacaille och hette från början Horologium Oscillitorium. Det är latin för pendelur och valt för att hedra pendelurets uppfinnare, Christiaan Huygens och är tillika titeln på denne bok om uppfinningen, Horologium Oscillatorium.

## Stjärnor

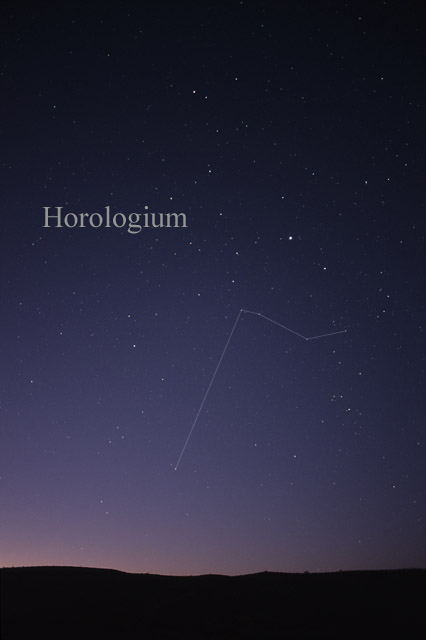
Stjärnbilden Pendeluret (Horologium) som den kan ses med blotta ögat.

Pendeluret är en liten och svag stjärnbild men kan skönjas utan kikare även en kväll med vanliga siktförhållanden.
- α - Alfa Horologii är en jättestjärna av spektraltyp K1III, med magnitud 3,86.[6]
- R Horologii (HD 18242) är en röd jättestjärna av spektraltyp M7IIIe. Den är näst ljusstarkast i stjärnbilden med magnitud 4,7. Den är en Mira-variabel som varierar i ljusstyrka 4,7 – 14,3. Det innebär att den är en av de variabla stjärnor som varierar mest i ljusstyrka.[7]
- β - Beta Horologii är en jättestjärna av spektraltyp A4IIIm och med magnitud 4,80.
- δ - Delta Horologi har magnitud 4,93.
- ι - Jota Horologii är en gul dvärg av spektraltyp G0Vp med magnitud 5,40. En exoplanet av Jupiters storlek upptäcktes 1998. Den kretsar runt stjärnan på ungefär samma avstånd som jorden från solen. NASA rankade stjärnan på 69:e plats över jordliknande kandidater för sitt senare nedlagda projekt Terrestrial Planet Finder.[8]
- GJ 1061 är en röd dvärg av magnitud 13,03 som befinner sig endast 11,99 ljusår från jorden.[9]

## Djuprymdsobjekt
Stjärnbilden innehåller inga Messierobjekt.

### Stjärnhopar
- NGC 1261 (Caldwell 87) är en klotformig stjärnhop.
- AM1 är en annan klotformig stjärnhop. Den är den mest avlägsna av de kända klotformiga stjärnhoparna i Vintergatan, på ett avstånd av 398000 ljusår.[4]

### Galaxer
- NGC 1433 är en stavgalax.
- NGC 1448 är en spiralgalax.
- NGC 1483 och NGC 1494 är stavgalaxer.
- NGC 1512 är en spiralgalax som är ungefär lika stor som Vintergatan.[11] Den är av magnitud 11,1 vilket gör den lätt att observera för amatörastronomer.[12][13]